# James F. Gibbons
James Franklin Gibbons, född 1931, är en amerikansk elektroingenjör.
James F. Gibbons avlade 1953 en Bachelor of Science-examen vid Northwestern University och doktorerade 1956 vid Stanford University, där han året efter tog anställning och 1964 erhöll en professur i elektroteknik.
Gibbons är ledamot av National Academy of Engineering, National Academy of Sciences och American Academy of Arts and Sciences. Han invaldes 1985 som utländsk ledamot av svenska Ingenjörsvetenskapsakademien.